# Dalton Knecht
Dalton Douglas Knecht (* 19. April 2001 in Fargo, North Dakota) ist ein US-amerikanischer Basketballspieler.

## Werdegang
Knecht spielte als Schüler an der Prairie View High School in Thornton (US-Bundesstaat Colorado). An der Northeastern Junior College in Sterling, für dessen Basketballmannschaft er ab 2019 für zwei Jahre spielte, machte sich Knecht als angriffsstarker Flügelspieler einen Namen. Nachdem er in der Saison 2020/21 im Durchschnitt 23,9 Punkte je Begegnung erzielt hatte, wechselte Knecht an die University of Northern Colorado. Dort erlangte er im Mai 2023 einen Abschluss im Fach Kommunikationswissenschaft. Knecht stand im Spieljahr 2022/23 mit einem Wert von 20,2 Punkten je Begegnung auf dem ersten Platz der Korbjägerliste der Big Sky Conference.
In seiner letzten Saison als Basketballspieler im Hochschulsport führte er die Mannschaft der University of Tennessee mit 21,7 Punkten je Begegnung an und erzielte im Verlauf des Spieljahres 2023/24 insgesamt 93 Dreipunktewürfe. Er wurde in  der Saison 2023/24 als bester Spieler der Southeastern Conference ausgezeichnet. Knecht wurde ebenfalls der nach Julius Erving benannte Preis als bester Flügelspieler der NCAA verliehen.
Knecht belegte in Vorschauranglisten für das NBA-Draftverfahren 2024 teils einen Platz unter den ersten zehn. Er wurde Ende Juni 2024 an 17. Stelle ausgewählt und kam zu den Los Angeles Lakers. Im November 2024 traf er in einem Spiel neun Dreipunktewürfe, stellte damit die Bestmarke für Spieler im ersten NBA-Jahr ein. Anfang Februar 2025 hätte Knecht im Rahmen eines Spielertauschs gemeinsam mit Cam Reddish für Mark Williams an die Charlotte Hornets abgegeben werden sollen. Dieser Tausch kam schlussendlich doch nicht zustande, da Williams die medizinische Untersuchung nicht bestand und die Lakers daraufhin von der Abmachung zurücktraten.